# Johann IV. (Oldenburg)
Graf Johann IV. von Oldenburg (urkundlich bezeugt 1331–1356) war Graf von Oldenburg. Er war der älteste Sohn des Grafen Johann III. aus dessen Ehe mit einer sonst unbekannten Frau namens Mechthild.

## Leben
Johann IV. urkundete ab 1345 gemeinsam mit seinem Onkel Konrad I., so auch in Anfang des Jahres 1345 entstandenen Urkunden, die sich auf die Verleihung des Bremer Stadtrechts an die Stadt Oldenburg beziehen. Nach dem Tod seines Onkels 1347 trat er gemeinsam mit seinem Vetter Konrad II. als Urkundenaussteller auf. Über eine etwaige Ehe und Kinder ist nichts bekannt, die dynastische Erbfolge wurde von den Nachkommen seines Vetters gesichert.